# Худяков, Пётр Яковлевич
Пётр Яковлевич Худяков (15 июня 1931 — 26 февраля 2009) — бригадир слесарей Воронежского авиационного производственного объединения, Герой Социалистического Труда.

## Биография
Родился 15 июня 1931 года в селе Усманские Выселки Панинского района Воронежской области. Русский.
В 1946—1951 годах работал слесарем на Воронежском авиационном заводе. Участвовал в постройке серийных боевых самолётов Ил-10 и Ил-28.
В 1951—1954 годах проходил срочную службу в армии.
С 1954 года продолжал работать слесарем на Воронежском авиационном заводе, с 1957 года был бригадиром слесарей. Участвовал в постройке серийных самолётов Ту-16, Ан-10, Ан-12, Ту-128, Ту-144, Ил-86 и Ил-96.
За большие успехи, достигнутые в выполнении заданий десятой пятилетки и значительный вклад в повышение эффективности производства при создании оснастки для самолётов Ту-144 и Ил-86 Худякову Петру Яковлевичу Указом Президиума Верховного Совета СССР от 10 марта 1981 года присвоено звание Героя Социалистического Труда с вручением ордена Ленина и золотой медали «Серп и Молот».
До 1998 года продолжал работать бригадиром слесарей Воронежского авиационного производственного объединения.
Жил в городе Воронеж. Умер 26 февраля 2009 года. Похоронен на Левобережном кладбище в Воронеже.
Награждён орденами Ленина, Октябрьской Революции, Трудового Красного Знамени, медалями.